# Центральная библиотека Дерби

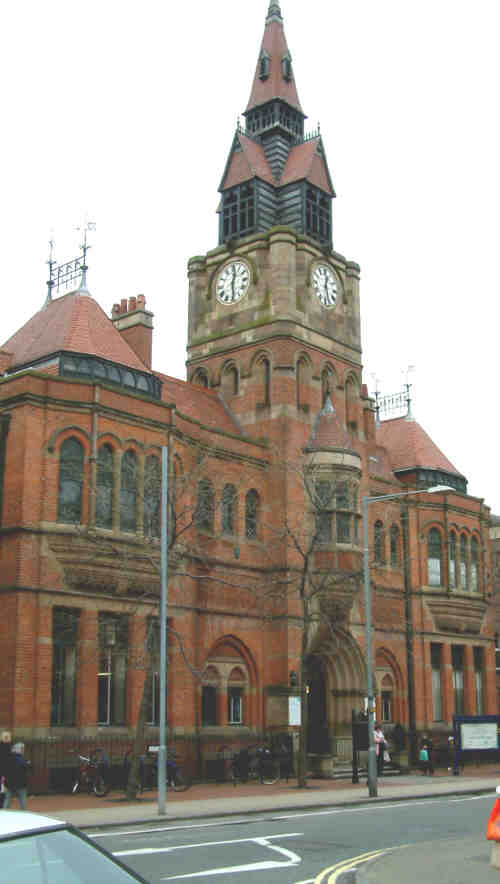
Здание Центральной библиотеки Дерби (используется совместно с Музеем и художественной галереей Дерби)

Центральная библиотека Дерби (англ. Derby Central Library) — основанная в 1879 году совместно с Музеем и художественной галереей Дерби библиотека, расположенная в красном кирпичном здании в Кафедральном квартале Дерби, построенном по проекту Ричарда Нилла Фримена на деньги Майкла Басса-младшего. Это центральная библиотека города.

## История
Согласно документу Public Libraries Act 1850, в XIX веке в Дерби было множество библиотек. Как правило, эти библиотеки принадлежали книготорговцами и существовали за счёт членских взносов читателей.
Первая «постоянная» библиотека в Дерби была основана в 1811 году на Квин-стрит; она была открыта в 1830-е годы для людей, которые могли себе позволить купить доступ за 4 гинеи и платить одну гинею ежегодно в качестве взноса. В 1832 году её могли посещать (имея платное членство-подписку) 84 человека. Среди 4000 её томов с 1858 года были книги Философского общества Дерби (Derby Philosophical Society). В 1863 году ботаник Александр Кроолл (Alexander Croall) был назначен первым библиотекарем и куратором, а в следующем году музей и библиотека были соединены вместе. Кроол покинул своё место в 1875 году, чтобы стать куратором Института Смита в Стирлинге.
В субботу 28 июня 1879 года Майкл Томас Басс-старший, британский пивовар и член Палаты общин Великобритании, устроил официальное открытие бесплатной дербской библиотеки и музея, ставшее причиной большого праздника в городе. Церемония ключала официальную встречу Басса на железнодорожной станции Мидленда, званый обед в Midland Hotel и шествие к рыночной площади, а также украшение улиц, полных толп людей. Майкл Басс затем передал правовой акт собственности мэру в городской ратуше. Празднование затем перешло в саму библиотеку, которую Басс осмотрел, а затем объявил открытой.
Одной из причин открытия публичной библиотеки была выставка в Дерби, прошедшая в 1839 году, имевшая целью расширение общего запаса знаний среди жителей Дерби. Идею такой выставки вскоре переняли её сторонники в прилегающих Лестере и Ноттингеме, где в следующем году были проведены подобные мероприятия. Они позволили себе даже арендовать поезд на новооткрытой железной дороге, чтобы устроить посетителям выставки железнодорожную экскурсию.
По состоянию на сентябрь 1898 года коллекция библиотеки насчитывала почти 20 тысяч томов и более 11 000 справочников.
В 1914 году дом куратора рядом с библиотекой была снесён, чтобы освободить место для расширения здания, предназначенное для размещения недавно приобретённой библиотеки Бемроуза. Библиотека Бемроуза была приобретена на деньги, собранные у публики, и ранее находилась во владении сэра Генри Хоува Бемроуза (Henry Howe Bemrose).
В 1964 году музей и арт-галерея были переведены в новое здание, но здание библиотеки продолжает быть разделено с этими организациями. Одно из её помещений посвящено Альфреду Гуди, благодаря которому и появилось новое здание.
Рядом со зданием расположен памятник Майклу Бассу-младшему, меценату, пивовару и члену Палаты общин, благодаря которому возникла эта библиотека.